# Leslie Bricusse
Leslie „Brickman“ Bricusse, OBE (* 29. Januar 1931 in London; † 19. Oktober 2021 in Saint-Paul-de-Vence, Frankreich) war ein britischer Komponist und Liedtexter von Filmmusik. Er schuf im Laufe seiner Karriere musikalische Beiträge für mehr als 100 Film- und Fernsehproduktionen und arbeitete mit Filmregisseuren wie Richard Fleischer, Blake Edwards, Chris Columbus, Herbert Ross, Ronald Neame, Mel Stuart, Richard Donner, Martin Scorsese und Steven Spielberg zusammen.

## Leben und Karriere
Er begann Mitte der 1950er Jahre als Liedertexter und Komponist von Filmmusik. Seinen ersten Oscar gewann er bei der Oscarverleihung 1968 mit dem Oscar für den besten Song für Talk to the Animals aus dem Film Doktor Dolittle (1967). Da er nicht an der Verleihung teilnehmen konnte, übernahm Sammy Davis junior an seiner Stelle den Oscar. Darüber hinaus wurde er nicht nur für den Oscar für die beste Filmmusik in Doktor Dolittle nominiert, sondern zugleich auch für den Golden Globe Award für den besten Filmsong, den Golden Globe Award für die beste Filmmusik, sowie den Grammy Award für die beste Originalmusik geschrieben für einen Film oder ein Fernsehspecial.
Weitere Nominierungen für den Oscar für die beste Filmmusik folgten 1970 zusammen mit John Williams für Goodbye, Mr. Chips (1969) sowie zusammen mit Ian Fraser und Herbert W. Spencer für Scrooge und war für beide Filmmusiken auch jeweils für den Golden Globe Award für die beste Filmmusik nominiert. Nominierungen für den Oscar und den Golden Globe Award für den besten Song erhielt er außerdem für Thank You Very Much aus Scrooge. 
Bei der Oscarverleihung 1972 war er erneut für den Oscar für die beste Filmmusik nominiert und zwar gemeinsam mit Anthony Newley und Walter Scharf für Charlie und die Schokoladenfabrik (1971). Zusammen mit dem Komponisten Henry Mancini war er bei den Grammy Awards 1979 für den Grammy für die beste Originalmusik geschrieben für einen Film oder ein Fernsehspecial für Inspector Clouseau – Der irre Flic mit dem heißen Blick (1978) nominiert.
Seinen zweiten Oscar gewann er zusammen mit Henry Mancini in der Kategorie beste Filmmusik für Victor/Victoria bei der Oscarverleihung 1983 und war hierfür mit Mancini bei den Grammy Awards 1983 auch für den Grammy für die beste Originalmusik geschrieben für einen Film oder ein Fernsehspecial nominiert. Auch für die Musicalfassung von Victor/Victoria schrieb er die Texte.
Der nächste großer Erfolg für ihn und Mancini war der Song Life in a Looking Glass aus That’s Life! So ist das Leben (1986): Für diesen erhielten sie Nominierung für den Oscar für den besten Song 1987 und den Golden Globe Award für den besten Filmsong, andererseits allerdings auch eine Nominierung für die Goldene Himbeere für den schlechtesten Song 1987. Danach war er nicht nur mit John Williams für den Song Somewhere in My Memory aus Kevin – Allein zu Haus (1990) für den Oscar 1991 nominiert, sondern auch wiederum in dieser Kategorie bei den Grammy Awards 1992.
Bei der Oscarverleihung 1992 war er letztmals für einen Oscar für den besten Filmsong nominiert und zwar erneut gemeinsam mit John Williams für When You’re Alone aus Hook (1991). Seine letzte Nominierung folgte 1997 für einen Annie Award für die Musik aus dem Film In einem Land vor unserer Zeit IV – Im Tal des Nebels (1996).
Weitere bekannte Filme mit seinen musikalischen Beiträgen sind Superman (1978) sowie Casino (1995). Weltberühmt sind ebenfalls die beiden Titelsongs zu James-Bond-Filmen, an deren Texte er mitgewirkt hat: Goldfinger (1964, mit John Barry und Anthony Newley) und You Only Live Twice (1967, Musik von John Barry). Zu seinen bekanntesten Arbeiten für Fernsehserien gehören Hart aber herzlich, Muppet Show, Die Simpsons und Scrubs – Die Anfänger. 
Eine Reihe von Songs, an denen Brucusse beteiligt war, wie Talk to the Animals, Two for the Road (mit Henry Mancini), If I Ruled the World (mit Cyril Ornadel), The Candy Man, Pure Imagination, What Kind of Fool Am I? und Who Can I Turn To (When Nobody Needs Me)? (alle mit Anthony Newley) wurden zu Pop- und Jazzstandards.
Bricusse, der seit 1958 mit der britischen Filmschauspielerin Yvonne Romain verheiratet war, wurde außerdem fünf Mal für einen Tony Award nominiert und zwar 1963 drei Mal für Stop the World: I Want to Get Off mit Anthony Newley unter anderem in den Kategorien bestes Musicallibretto, beste Originalmusik. 1965 war er mit Newley erneut nominiert; für Musik und Libretto für The Roar of the Greasepaint – The Smell of the Crowd. Seine letzte Nominierung für einen Tony Award erhielt er 1997 für den Text zum Musical Jekyll and Hyde.
2001 wurde Bricusse, der ab 1989 Mitglied der Songwriters Hall of Fame war, wegen seiner Verdienste in Filmindustrie und Theater zum Offizier des Order of the British Empire ernannt. Er starb im Oktober 2021 im Alter von 90 Jahren in Frankreich.